# Strobrugge
Strobrugge (ook: Stroobrugge) was een gehucht in de Belgische gemeente Maldegem.

## Geschiedenis
Het gehucht ontstond na het graven van de Lieve (1251-1262). Dit kanaal liep over het riviertje de Eede heen, en deze duiker stond bekend als 't Konduit.
In 1831 werd hier een fort aangelegd, het Fort te Strobrugge genaamd. Dit vloeide voort uit de Belgische afscheidingsoorlog en had ten doel om een eventuele aanval vanuit het noorden af te slaan.
Van 1843-1852 werd ter plaatse van Strobrugge, en ten noorden van de Lieve, het Leopoldkanaal gegraven. Hierdoor verdwenen de aarden wallen van het fort. De kazerne en het magazijn werden in 1852 gesloopt. In 1850 werd, ten zuiden van de Lieve, het Schipdonkkanaal gegraven, dat deels parallel aan het Leopoldkanaal ging lopen. De Lieve verdween als zodanig. Aldus verdween ook het oorspronkelijke Strobrugge. 
In het kader van de Eerste Wereldoorlog werd vanaf 1916 door de Duitsers ook langs deze kanalen de Hollandstelling gebouwd. Tijdens de Tweede Wereldoorlog ontstonden hier bunkers van de Duitse Zweitestelling, die de opmars van de geallieerden moesten voorkomen in geval deze vanuit het noorden door de Atlantikwall heen zouden breken. Van bunkers uit beide perioden zijn nog resten aanwezig.
De strategische ligging van Strobrugge zorgde voor felle gevechten en aanzienlijke verwoestingen tijdens de opmars van de geallieerden vanuit het zuiden, in september 1944. 
Strobrugge, dat iets ten zuiden van de Belgisch-Nederlandse grens was gelegen, kreeg een douanekantoor, dat in 1972 werd opgeheven en vervolgens werd omgebouwd tot woonhuis. Een nieuw kantoor kwam nabij de grens te liggen. Ook in 1972 werden de bruggen over de kanalen, na de Tweede Wereldoorlog lange tijd bestaande uit geïmproviseerde Baileybruggen, gemoderniseerd. 
De bouw van de nieuwe bruggen ging gepaard met de verlegging van de hoofdweg N410 iets naar het oosten. Een deel van de Aardenburgkalseide, parallel aan de verlegde verkeersweg en ingesloten door de beide kanalen, heet nog steeds Strobrugge.